# Joseph Sieyès
Emmanuel-Joseph Sieyès. Comte de Sieyès, (Frejús, 3 de maig del 1748 - París, 20 de juny del 1836) va ser un polític, revolucionari, assagista i acadèmic francès, un dels teòrics de la Revolució Francesa i de l'era napoleònica.
Va néixer a Frejús, a la Provença, i va ser educat per l'Església a la Sorbona. Allí es va veure imbuït dels ensenyaments de John Locke, Étienne Bonnot de Condillac i altres pensadors polítics amb especial preferència per la Teologia. Malgrat això, va prendre les ordes, i la seva formació li proporcionà una ràpida promoció a vicari general i canceller de la diòcesi de Chartres. En 1788, la convocatòria dels Estats Generals de França, després d'un interval de més d'un segle i mig des de la darrera vegada, i la invitació de Jacques Necker als escriptors per a exposar els seus punts de vista per a la constitució dels Estats, va permetre a Sieyès publicar el seu celebrat pamflet: Qu'est-ce que le tiers état? (Què és el Tercer Estament?). Començava la seva resposta amb «Tot. Què ha estat fins ara en l'ordre polític? Gens. Que és el que desitja? Ser quelcom». Per aquestes paraules, es deia que estava en deute amb Chamfort. El pamflet va tenir molt d'èxit, i el seu autor, malgrat els dubtes per la seva vocació clerical, va ser triat com l'últim (el vintè) dels diputats de París en els Estats Generals.
Malgrat la seva poca habilitat com a orador, la seva influència va ser gran. Va ser un dels consellers fonamentals per a la constitució dels Estats en una càmera com l'Assemblea Nacional, però es va oposar a l'abolició dels títols i la confiscació de les terres de l'Església. Triat per al comitè especial sobre la Constitució, es va oposar al dret de veto absolut del Rei, enfrontant-se amb Mirabeau. A l'Assemblea va ser poc actiu, parlant molt rarament i generalment amb brevetat i ambigüitat oral. Va tenir una considerable influència en la formació de l'entramat dels Departaments, però després de la primavera de 1790, va ser eclipsat per altres.
Exclòs de l'Assemblea Legislativa per Robespierre, va reaparèixer a la Tercera Assemblea Nacional, coneguda com la Convenció Francesa (setembre de 1792- setembre de 1795). Aquí la seva continència va ser encara més remarcable, en part per disgust i en part per timidesa. Sempre va abjurar de la seva fe en l'època del Culte a la Raó; i més tard va caracteritzar el seu capteniment durant el Regnat del Terror amb aquesta frase irònica: J'ai vécu (vaig sobreviure). Va votar a favor de la mort de Lluís XVI, però no en els termes despectius que se li van atribuir.
Va conspirar per forçar la caiguda del Directori, i es diu que va considerar l'arribada al poder a París de personatges tan menyspreats com l'Arxiduc Carles i el Duc de Brunswick. Es va dedicar a minar la Constitució de 1795, i amb aquest ànim va fer que el ressuscitat Club Jacobí fos tancat. Va sondejar el general Joubert per a donar un cop d'estat. La mort de Joubert en la Batalla de Novi, i la tornada de Napoleó d'Egipte va canviar els seus plans, però finalment va arribar a una entesa amb el jove cors. Després del Cop d'estat del 18 de brumari, Sieyès va produir la constitució perfecta que tant de temps havia planejat, solament per a ser completament remodelada per Bonaparte, qui d'aquesta manera, va donar un cop dins del cop.
Sieyès es va retirar aviat del lloc de cònsol provisional que havia acceptat després del cop de Brumari. Es va convertir en un dels tres Senadors Francesos, i veus probablement encertades, connecten el seu retir amb l'adquisició d'una bonica finca a Crósne. Durant l'Imperi, que li va concedir el títol de Comte, rarament va sortir del seu retir, però en l'època de la restauració borbònica (1814 i 1815), va abandonar França. Després de la Revolució de juliol de 1830 hi va tornar un altre cop.